# 쥐디트 고드레슈
쥐디트 고드레슈(Judith Godrèche, 1972년 3월 23일 ~ )는 프랑스의 배우이다.

## 출연 작품
- 언더 더 에펠 타워 (2019)
- 우리 가족은 외박 중 (2015)
- 윈터 (2015)
- 로우 코스트 (2011)
- 현모양처 (2010)
- 사랑의 묘약 (2009)
- 핑크 팬더 2 (2009)
- 제발 가지 말아요 (2007)
- Tout pour plaire (2005)
- 파파 (2005)
- 웃어도 좋아 어차피 난 떠날테니 (2005)
- 사랑한다고 말해줘 (2002)
- 스페니쉬 아파트먼트 (2002)
- 퀵샌드 (2001)
- 엔트로피 (1999)
- 아이언 마스크 (1998)
- 적과 흑 (1997, Le Rouge et le Noir)
- 보마르셰 (1996, Beaumarchais, l'insolent)
- 리디큘 (1996)
- 탱고 (1993, Tango)
- 페르디두르케 (1991)
- 폭풍우 치는 여름 (1989)